# Docalidia triangulata
Docalidia triangulata är en insektsart som beskrevs av Nielson 1982 och vars kända utbredningsområde är Peru och Colombia. Docalidia triangulata ingår i släktet Docalidia och familjen dvärgstritar. Inga underarter finns listade i Catalogue of Life.